# 이상열 (1952년)
이상열(1952년 1월 22일~)은 대한민국의 정치인이다. 제17대 국회의원을 지냈다.

## 역대 선거 결과
|  | 9.33% |

|  | 50.89% |

|  | 0% |

|  | 31.11% |

|  | 제1대 중도통합민주당 정책위원회 의장 2007년 6월 27일~2007년 8월 13일 | 후임 (해산) |

| 전임 최인기 | 제3대 민주당 정책위원회 의장 2007년 8월 13일~2008년 1월 16일 | 후임 김송자 |